# Rubén Montañez
Rubén Montañez Rodríguez, (nacido el 14 de febrero de 1950 en Puerto Rico) es un exjugador de baloncesto puertorriqueño. 

## Trayectoria
Rubén Montañez fue uno de los jugadores más destacados en la historia del BSN, ganando siete campeonatos con los Vaqueros de Bayamón. Jugó del 1969 al 1984 promediando 14,3 puntos y 6,1 rebotes en 437 juegos.
Montañez destacó con Puerto Rico, jugando en varios Centroamericanos, Centrobaskets y un Mundial.